# Amt Weiden (Landkreis Köln)
Das Amt Weiden war ein Amt im Landkreis Köln in der preußischen Rheinprovinz und in Nordrhein-Westfalen. Es ging aus der Bürgermeisterei Lövenich, der Bürgermeisterei Freimersdorf und dem Amt Brauweiler hervor. Das Gebiet des Amtes liegt heute teils im Rhein-Erft-Kreis, teils in der Stadt Köln.

## Bürgermeistereien Lövenich und Freimersdorf
Von 1798 bis 1814 standen alle linksrheinischen Gebiete unter französischer Herrschaft. Während dieser Zeit wurde nach französischem Vorbild die Mairien Lövenich und Freimersdorf eingerichtet, die zum Kanton Weiden im Arrondissement Köln des Rur-Departements gehörten. Nachdem das Rheinland 1814 an Preußen gefallen war, wurde aus den Mairien preußische Bürgermeistereien, die beide 1816 zum neuen Landkreis Köln kamen.
Die Bürgermeisterei Lövenich bestand nur aus der Gemeinde Lövenich und die Bürgermeisterei Freimersdorf nur aus der Gemeinde Freimersdorf.
Zur Gemeinde Lövenich gehörten die Ortschaften Großkönigsdorf, Junkersdorf, Kleinkönigsdorf, Lövenich, Üsdorf und Weiden. Die Gemeinde Freimersdorf umfasste neben dem namensgebenden kleinen Ort Freimersdorf die Kirchdörfer Brauweiler, Dansweiler, Sinthern und Widdersdorf, von denen Brauweiler im Verlauf des 19. Jahrhunderts das größte Wachstum erfuhr.

## Ämter Lövenich, Brauweiler und Weiden
Am Ende des Jahres 1927 wurde die Bezeichnung aller rheinischen Landbürgermeistereien in „Amt“ geändert. Die beiden Bürgermeistereien hießen nun amtlich Amt Lövenich und Amt Freimersdorf. Bereits im Januar 1928 wurden das Amt bzw. die Gemeinde Freimersdorf in Brauweiler umbenannt und erhielten damit den Namen des größten Teilortes.
Am 1. Oktober 1934 wurde das Amt Brauweiler aufgehoben. Die Gemeinde Brauweiler wurde in das Amt Lövenich eingegliedert, das seitdem aus zwei Gemeinden bestand. Das Amt Lövenich wurde am 30. Juli 1937 in Amt Weiden umbenannt. An der Gliederung in die beiden Gemeinden Brauweiler und Lövenich änderte sich dadurch nichts.
Am 1. April 1951 wurde das Amt Weiden aufgelöst. Brauweiler und Lövenich waren seitdem amtsfreie Gemeinden im Landkreis Köln.

## Spätere Gebietsreformen
Am 1. Januar 1964 wurde die Gemeinde Geyen mitsamt ihrem Ortsteil Manstedten in die Gemeinde Brauweiler eingegliedert.
Durch das Köln-Gesetz wurden die beiden Gemeinden Brauweiler und Lövenich am 1. Januar 1975 auf andere Gemeinden aufgeteilt:
- Von der Gemeinde Lövenich kamen die Ortsteile Lövenich, Junkersdorf und Weiden zur Stadt Köln sowie die Ortsteile Großkönigsdorf und Kleinkönigsdorf zur Stadt Frechen.
- Von der Gemeinde Brauweiler kamen die Ortsteile Brauweiler, Dansweiler, Freimersdorf, Geyen, Manstedten und Sinthern zur Stadt Pulheim, der Ortsteil Widdersdorf zur Stadt Köln und der Ortsteil Neufreimersdorf zur Stadt Frechen.

## Einwohnerentwicklung
| Jahr | Bürgermeisterei Freimersdorf | Bürgermeisterei Lövenich | Quelle |
| ---- | ---------------------------- | ------------------------ | ------ |
| 1843 | 2.599                        | 1.953                    | [ 8 ]  |
| 1871 | 2.842                        | 2.155                    | [ 1 ]  |
| 1885 | 3.810                        | 2.650                    | [ 9 ]  |
| 1910 | 4.317                        | 6.042                    | [ 10 ] |
| 1925 | 4.417                        | 7.428                    | [ 11 ] |
|      | Amt Weiden                   |                          |        |
| 1939 | 14.854                       | 14.854                   | [ 12 ] |
| 1950 | 18.728                       | 18.728                   | [ 13 ] |

## Amtsbürgermeister
- 1934–1945 Anton Tils
- 1945–1946 Wilhelm Friedrich Eisenhuth
- 1946–1950 Leo Sinn
- 1950–1951 Karl Ludwig Großpeter